# César de la meilleure photographie
Le César de la meilleure photographie est une récompense cinématographique française décernée par l'Académie des arts et techniques du cinéma depuis la première remise de prix le 3 avril 1976 au Palais des congrès à Paris.

## Introduction

### Nominations et victoires multiples
Certains directeurs de la photographie et chefs opérateurs ont été récompensés à plusieurs reprises :
- 3 César : Yves Angelo (1990, 1992 et 1994), Thierry Arbogast (1996, 1998 et 2004) et Philippe Rousselot (1982, 1987 et 1995)
- 2 César : Stéphane Fontaine (2006 et 2010), Pierre Lhomme (1989 et 1991), Tetsuo Nagata (2002 et 2008) et Bruno Nuytten (1977 et 1984)

Concernant les directeurs de la photographie et chefs opérateurs, plusieurs furent multi-nommés (en gras, les directeurs de la photographie ou chefs opérateurs lauréats)
- 8 nominations : Thierry Arbogast ;
- 7 nominations : Éric Gautier et Pierre Lhomme ;
- 6 nominations : Yves Angelo, Christophe Beaucarne, Bruno Nuytten et Philippe Rousselot ;
- 5 nominations : Caroline Champetier et Guillaume Schiffman ;
- 4 nominations : Stéphane Fontaine, Agnès Godard, Claire Mathon et Jean Penzer ;
- 3 nominations : Pierre Aïm, Nestor Almendros, Renato Berta, Patrick Blossier, Nicolas Bolduc, Bruno de Keyzer, Jean-Marie Dreujou, Pawel Edelman, Paul Guilhaume, Alexis Kavyrchine, Darius Khondji et Jeanne Lapoirie;
- 2 nominations : Ricardo Aronovitch, Étienne Becker, Simon Beaufils, Raoul Coutard, Laurent Dailland, Pasqualino De Santis, Bruno Delbonnel, Josée Deshaies, Laurent Desmet, Sofian El Fani, Patrick Ghiringhelli, Thomas Hardmeier, Julien Hirsch, Irina Lubtchansky, Tetsuo Nagata, Christophe Offenstein, Julien Poupard, Claude Renoir, Glynn Speeckaert, Laurent Tangy, Mathieu Vadepied, Carlo Varini, Sacha Vierny, Bernard Zitzermann;
- 1 nomination : Hichame Alaouié, Claude Agostini, Henri Alekan, Jean Boffety, Laurent Brunet, David Cailley, François Catonné, David Chizallet, Ghislain Cloquet, Giovanni Fiore Coltellacci, Gérard de Battista, Benoît Debie, Guillaume Deffontaines, Benoît Delhomme, Nathalie Durand, Jean-Yves Escoffier, Gerry Fisger, Robert Fraisse, Tristan Galand, Robert Gantz, Pierre-William Glenn, Ersin Gök, Éric Guichard, Tom Harari, Gilles Henry, Slawomir Idziak, Ruben Impens, Janusz Kaminski, Willy Kurant, Yorick Le Saux, William Lubtchansky, Bernard Lutic, Emmanuel Machuel, Vincent Mathias, Pascal Marti, Éponine Momenceau, Claude Nuridsany, Sven Nykvist, Antoine Parouty, Marie Perennou, Mark Lee Ping Bin, Edmond Richard, Jonathan Ricquebourg, Jean-François Robin, Eduardo Serra, Tom Stern, Geoffrey Unsworth, Charlie Va Damme, Andréas Winding et Romain Winding.

## Palmarès

### Années 1970
- 1976 : Black Moon – Sven Nykvist
  - Le Vieux Fusil – Étienne Becker
  - La Chair de l'orchidée – Pierre Lhomme
  - Le Sauvage – Pierre Lhomme
- 1977 : La Meilleure Façon de marcher et Barocco – Bruno Nuytten
  - Le Jouet – Étienne Becker
  - Monsieur Klein – Gerry Fisher
  - Docteur Françoise Gailland – Claude Renoir
  - Une femme fidèle – Claude Renoir
- 1978 : Le Crabe-Tambour – Raoul Coutard
  - Providence – Ricardo Aronovich
  - Dites-lui que je l'aime – Pierre Lhomme
  - L'Imprécateur – Andréas Winding
- 1979 : Molière – Bernard Zitzermann
  - La Chambre verte – Néstor Almendros
  - Une histoire simple – Jean Boffety
  - Judith Therpauve – Pierre Lhomme

### Années 1980
- 1980 : Tess – Geoffrey Unsworth (à titre posthume) et Ghislain Cloquet
  - Perceval le Gallois – Néstor Almendros
  - Les Sœurs Brontë – Bruno Nuytten
  - Buffet froid – Jean Penzer
- 1981 : Le Dernier Métro – Néstor Almendros
  - La Mort en direct – Pierre-William Glenn
  - Mon oncle d'Amérique – Sacha Vierny
  - La Banquière – Bernard Zitzermann
- 1982 : Diva – Philippe Rousselot
  - La Guerre du feu – Claude Agostini
  - Garde à vue – Bruno Nuytten
  - Malevil – Jean Penzer
- 1983 : La Truite – Henri Alekan
  - Passion – Raoul Coutard
  - Une chambre en ville – Jean Penzer
  - Les Misérables – Edmond Richard
- 1984 : Tchao Pantin – Bruno Nuytten
  - Le Bal – Ricardo Aronovitch
  - Mortelle Randonnée – Pierre Lhomme
  - La Lune dans le caniveau – Philippe Rousselot
- 1985 : Un dimanche à la campagne – Bruno de Keyzer
  - Carmen – Pasqualino De Santis
  - Fort Saganne – Bruno Nuytten
  - L'Amour à mort – Sacha Vierny
- 1986 : On ne meurt que deux fois – Jean Penzer
  - Rendez-vous – Renato Berta
  - Harem – Pasqualino De Santis
  - Subway – Carlo Varini
- 1987 : Thérèse – Philippe Rousselot
  - Mauvais Sang – Jean-Yves Escoffier
  - Jean de Florette – Bruno Nuytten
  - Mélo – Charlie Van Damme
- 1988 : Au revoir les enfants – Renato Berta
  - Miss Mona – Patrick Blossier
  - Sous le soleil de Satan – Willy Kurant
- 1989 : Camille Claudel – Pierre Lhomme
  - L'Ours – Philippe Rousselot
  - Le Grand Bleu – Carlo Varini

### Années 1990
- 1990 : Nocturne indien – Yves Angelo
  - La Vie et rien d'autre – Bruno de Keyzer
  - Trop belle pour toi – Philippe Rousselot
- 1991 : Cyrano de Bergerac – Pierre Lhomme
  - Nikita – Thierry Arbogast
  - Le Mari de la coiffeuse – Eduardo Serra
- 1992 : Tous les matins du monde – Yves Angelo
  - Van Gogh – Gilles Henry et Emmanuel Machuel
  - Delicatessen – Darius Khondji
- 1993 : Indochine – François Catonné
  - L'Accompagnatrice – Yves Angelo
  - Un cœur en hiver – Yves Angelo
  - L'Amant – Robert Fraisse
- 1994 : Germinal – Yves Angelo
  - Smoking / No Smoking – Renato Berta
  - Trois Couleurs : Bleu – Sławomir Idziak
- 1995 : La Reine Margot – Philippe Rousselot
  - Léon – Thierry Arbogast
  - Le Colonel Chabert – Bernard Lutic
- 1996 : Le Hussard sur le toit – Thierry Arbogast
  - La Haine – Pierre Aïm
  - La Cité des enfants perdus – Darius Khondji
- 1997 : Microcosmos : Le Peuple de l'herbe – Claude Nuridsany et Marie Pérennou
  - Ridicule – Thierry Arbogast
  - Les Caprices d'un fleuve – Jean-Marie Dreujou
- 1998 : Le Cinquième Élément – Thierry Arbogast
  - Artemisia – Benoît Delhomme
  - Le Bossu – Jean-François Robin
- 1999 : Ceux qui m'aiment prendront le train – Éric Gautier
  - La Vie rêvée des anges – Agnès Godard
  - Place Vendôme – Laurent Dailland

### Années 2000
- 2000 : Himalaya : L'Enfance d'un chef – Éric Guichard
  - Jeanne d'Arc – Thierry Arbogast
  - La Fille sur le pont – Jean-Marie Dreujou
- 2001 : Beau Travail – Agnès Godard
  - Les Destinées sentimentales – Éric Gautier
  - Les Rivières pourpres – Thierry Arbogast
- 2002 : La Chambre des officiers – Tetsuo Nagata
  - Le Fabuleux Destin d'Amélie Poulain – Bruno Delbonnel
  - Sur mes lèvres – Mathieu Vadepied
- 2003 : Le Pianiste (The Pianist) – Pawel Edelman
  - Amen. – Patrick Blossier
  - Huit Femmes – Jeanne Lapoirie
- 2004 : Bon voyage – Thierry Arbogast
  - Monsieur N. – Pierre Aïm
  - Les Égarés – Agnès Godard
- 2005 : Un long dimanche de fiançailles – Bruno Delbonnel
  - Clean – Éric Gautier
  - Deux Frères – Jean-Marie Dreujou
- 2006 : De battre mon cœur s'est arrêté – Stéphane Fontaine
  - Gabrielle – Éric Gautier
  - Les Amants réguliers – William Lubtchansky
- 2007 : Lady Chatterley – Julien Hirsch
  - Indigènes – Patrick Blossier
  - Cœurs – Éric Gautier
  - Ne le dis à personne – Christophe Offenstein
  - OSS 117 : Le Caire, nid d'espions – Guillaume Schiffman
- 2008 : La Môme – Tetsuo Nagata
  - Le Scaphandre et le Papillon – Janusz Kaminski
  - Le Deuxième Souffle – Yves Angelo
  - L'Ennemi intime – Giovanni Fiore Coltellacci
  - Un secret – Gérard de Battista
- 2009 : Séraphine – Laurent Brunet
  - Mesrine : L'Instinct de mort et Mesrine : L'Ennemi public n°1 – Robert Gantz
  - Un conte de Noël – Éric Gautier
  - Home – Agnès Godard
  - Faubourg 36 – Tom Stern

### Années 2010
- 2010 : Un prophète – Stéphane Fontaine
  - Coco avant Chanel – Christophe Beaucarne
  - Welcome – Laurent Dailland
  - Les Herbes folles – Éric Gautier
  - À l'origine – Glynn Speeckaert
- 2011 : Des hommes et des dieux – Caroline Champetier
  - Tournée – Christophe Beaucarne
  - The Ghost Writer – Pawel Edelman
  - La Princesse de Montpensier – Bruno de Keyzer
  - Gainsbourg (vie héroïque) – Guillaume Schiffman
- 2012 : The Artist – Guillaume Schiffman
  - Polisse – Pierre Aïm
  - L'Apollonide : Souvenirs de la maison close – Josée Deshaies
  - L'Exercice de l'État – Julien Hirsch
  - Intouchables – Mathieu Vadepied
- 2013 : Les Adieux à la reine – Romain Winding
  - Amour – Darius Khondji
  - De rouille et d'os – Stéphane Fontaine
  - Holy Motors – Caroline Champetier
  - Populaire – Guillaume Schiffman
- 2014 : L'Extravagant Voyage du jeune et prodigieux T. S. Spivet – Thomas Hardmeier
  - L'Inconnu du lac – Claire Mathon
  - Michael Kohlhaas – Jeanne Lapoirie
  - Renoir – Mark Lee Ping-Bin
  - La Vie d'Adèle – Sofian El Fani
- 2015 : Timbuktu – Sofian El Fani
  - La Belle et la Bête – Christophe Beaucarne
  - Saint Laurent – Josée Deshaies
  - Sils Maria – Yorick Le Saux
  - Yves Saint Laurent – Thomas Hardmeier
- 2016 : Valley of Love – Christophe Offenstein
  - Dheepan – Éponine Momenceau
  - Marguerite – Glynn Speeckaert
  - Mustang – David Chizallet et Ersin Gök
  - Trois Souvenirs de ma jeunesse – Irina Lubtchansky
- 2017 : Frantz – Pascal Marti
  - Elle – Stéphane Fontaine
  - Les Innocentes – Caroline Champetier
  - Ma Loute – Guillaume Deffontaines
  - Mal de pierres – Christophe Beaucarne
- 2018 : Au revoir là-haut – Vincent Mathias
  - 120 Battements par minute – Jeanne Lapoirie
  - Barbara – Christophe Beaucarne
  - Les Gardiennes – Caroline Champetier
  - Le Redoutable – Guillaume Schiffman
- 2019 : Les Frères Sisters - Benoît Debie
  - La Douleur - Alexis Kavyrchine
  - Le Grand Bain - Laurent Tangy
  - Jusqu'à la garde - Nathalie Durand
  - Mademoiselle de Joncquières - Laurent Desmet

### Années 2020
- 2020 : Claire Mathon pour Portrait de la jeune fille en feu
  - Nicolas Bolduc pour La Belle Époque
  - Pawel Edelman pour J'accuse
  - Julien Poupard pour Les Misérables
  - Irina Lubtchansky pour Roubaix, une lumière
- 2021 : Alexis Kavyrchine pour Adieu les cons
  - Antoine Parouty et Paul Guilhaume pour Adolescentes
  - Simon Beaufils pour Antoinette dans les Cévennes
  - Laurent Desmet pour Les Choses qu'on dit, les choses qu'on fait
  - Hichame Alaouié pour Été 85
- 2022 : Christophe Beaucarne pour Illusions perdues
  - Caroline Champetier pour Annette
  - Paul Guilhaume pour Les Olympiades
  - Tom Harari pour Onoda, 10 000 nuits dans la jungle
  - Ruben Impens pour Titane
- 2023 : Artur Tort pour Pacifiction : Tourment sur les Îles
  - Julien Poupard pour Les Amandiers
  - Alexis Kavyrchine pour En corps
  - Patrick Ghiringhelli pour La Nuit du 12
  - Claire Mathon pour Saint Omer
- 2024 : David Cailley pour Le Règne animal
  - Simon Beaufils pour Anatomie d'une chute
  - Jonathan Ricquebourg pour La Passion de Dodin Bouffant
  - Patrick Ghiringhelli pour Le Procès Goldman
  - Nicolas Bolduc pour Les Trois Mousquetaires : D'Artagnan et Les Trois Mousquetaires : Milady
- 2025 : Paul Guilhaume pour Emilia Pérez
  - Laurent Tangy pour L'Amour ouf
  - Nicolas Bolduc pour Le Comte de Monte-Cristo
  - Tristan Galand pour L'Histoire de Souleymane
  - Claire Mathon pour Miséricorde